# Наро-Осаново
Наро-Осаново — деревня в Одинцовском районе Московской области, входит в городское поселение Кубинка. Население 26 человек на 2006 год, при деревне числится 3 садовых товарищества. До 2006 года Наро-Осаново было центром одноимённого сельского округа.
Деревня расположена на западе района, в 8 км от Кубинки, на Можайском шоссе, на правом берегу Нары (у впадения речки Польга), высота центра над уровнем моря 181 м. Ближайшие населённые пункты — деревня Крутицы на противоположном, восточном берегу Нары, посёлок Дубки и село Крымское — в 1,5 км на запад.
Впервые в исторических документах деревня встречается в писцовой книге 1558 года, как сельцо Осановское во владении Савво-Сторожевского монастыря, которому принадлежала до 1764 года. Ранее, в начале XV века, по мнению историков, принадлежало боярину Роману Семёновичу Морозову, по прозвищу Асан — отсюда название селения — погибшему в битве под Суздалем в 1445 году, после которого вотчина отошла монастырю.
На 1852 год в казённой деревне числилось 36 дворов, 106 душ мужского пола и 139 — женского, в 1890 году — 112 человек. По Всесоюзной переписи 17 декабря 1926 года числилось 60 хозяйства и 284 жителя, на 1989 год — 31 хозяйство и 25 жителей.